# Anchmaa
Anchmaa (mong. Анхмаа; właśc. Ганхуягийн Анхмаа, Ganchujagijn Anchmaa; ur. 28 kwietnia 1986 w Ułan Bator) – mongolska piosenkarka i aktorka filmowa.
Kształciła się w szkole muzycznej Chögdżim büdżgijn kolljedż, a następnie ukończyła studia aktorskie w Sojol urlagijn ich surguul' (Wyższa Szkoła Sztuk i Kultury). W 2003 roku dołączyła do żeńskiej grupy muzycznej 3 ochin (3 охин, „trzy dziewczyny”). Największą sławę zdobyła jako członkini tej grupy, przy czym w 2019 roku zaczęła rozwijać własną karierę solową. Wydała wówczas swój pierwszy singiel „Bi czinij chajrtaj büsgüj” (Би чиний хайртай бүсгүй).
Jej debiutem aktorskim była rola w filmie Saja km (Сая км, 2009). Wraz z mężem T. Bilegdżargalem zagrała w filmie Franc ünselt (Франц үнсэлт), a następnie wystąpiła w produkcji Garal ugsaa (Гарал угсаа) (w reżyserii męża). 

## Dyskografia
Single
- „Waiting For You”
- „Coo szirt” (Цоо ширт)
- „Bi czinij chajrtaj büsgüj” (Би чиний хайртай бүсгүй)
- „Chajr czi irsen” (Хайр чи ирсэн)
- „Tengerijn szigtgee” (Тэнгэрийн шигтгээ) (feat. Batczuluun)